# Hanna Siniora
Hanna Siniora, född den 6 november 1937, är en palestinsk kristen som bor i Östra Jerusalem. Han ger ut tidningen The Jerusalem Times och är VD för Israel/Palestine Center for Research and Information. Han är också medlem i Palestinska nationalrådet.